# 허지애 (가수)
허지애(1989년 ~ )는 대한민국의 가수다. 2014년 싱글 《Where Is My Man》으로 데뷔했다.

## 방송
- 스타 오디션 위대한 탄생 1 (2010) - 위대한 캠프 진출 후 기권

## 음반
- Where Is My Man (2014)
- 예수, 사랑의 본체 (2016)
- 주의 말씀만이 (2017)
- 우리 약속해 (2018)
- Bebe (2018)
- 아기예수 (2018)
- Summer Prayer (2021)
- 오늘일줄야 (2021)
- 사랑은 (2023)

## 피처링
- Jesusholic Band <거룩하신 하나님 (Give Thanks)> (2018)
- D'SCHOOL <The Way> (2023)

## 기타
- 이천 정규 앨범 《이천 collection 1 - 주님이 세우신 교회》 수록곡 <NEW 축복하소서> 보컬 참여 (2019)